# Сереховичівська сільська рада
| Сереховичівська сільська рада Сереховичівської сільської територіальної громади (до 2017 року — Сереховичівська сільська рада Старовижівського району Волинської області) — орган місцевого самоврядування Сереховичівської сільської територіальної громади Волинської області з розміщенням у с. Сереховичі. Рада складається з 14 депутатів та голови. Перші вибори депутатів ради та голови громади відбулись 29 жовтня 2017 року. Було обрано 14 депутатів ради; з них, за суб'єктами висування: самовисування — 7, Всеукраїнське об'єднання «Батьківщина» — 4, УКРОП — 2 та Об'єднання «Самопоміч» — 1 депутат. Головою громади обрали позапартійного самовисуванця Ростислава Шиманського, чинного Сереховичівського сільського голову. До 16 листопада 2017 року — адміністративно-територіальна одиниця у Старовижівському районі Волинської області з підпорядкуванням сіл Сереховичі, Грабове та Нова Воля. |

Рада складалась з 16 депутатів та голови.

### Керівний склад ради
| ПІБ                       | Основні відомості                                                         | Дата обрання | Дата звільнення |
| ------------------------- | ------------------------------------------------------------------------- | ------------ | --------------- |
| Миронюк Василь Васильович | Сільський голова, 1967 року народження, освіта, член народної партії      | 26.03.2006   | 31.10.2010      |
| Миронюк Василь Васильович | Сільський голова, 1967 року народження, освіта вища, член народної партії | 31.10.2010   |                 |

Примітка: таблиця складена за даними джерела

### Населення
Згідно з переписом УРСР 1989 року чисельність наявного населення сільської ради становила 1456 осіб, з яких 656 чоловіків та 800 жінок.
За переписом населення України 2001 року в сільській раді мешкали 1323 особи.

### Мова
Розподіл населення за рідною мовою за даними перепису 2001 року:
| Мова       | Відсоток |
| ---------- | -------- |
| українська | 98,79 %  |
| російська  | 1,14 %   |